# Журавлиное Болото (станция)
Журавлиное Болото — ликвидированная конечная станция узкоколейной Журавлиной ветки Белорецкой железной дороги и населённый пункт, входивший в Тирлянскую волость, Тамьян-Катайского кантона (на 1926 год).
Построена в 1912—1914 годах силами китайских рабочих.
По состоянию на 1925 год хозяйств было 9. Число вёрст до ВИКа — 28. Национальность большинства жителей — русские.
Название дано по болоту, где добывался торф для металлургических заводов близлежащих промышленных центров (Катав-Ивановского, Белорецкого, Магнитогорского).
Несмотря на ликвидацию статуса поселения, здесь живут люди, работают (туризм, лес).

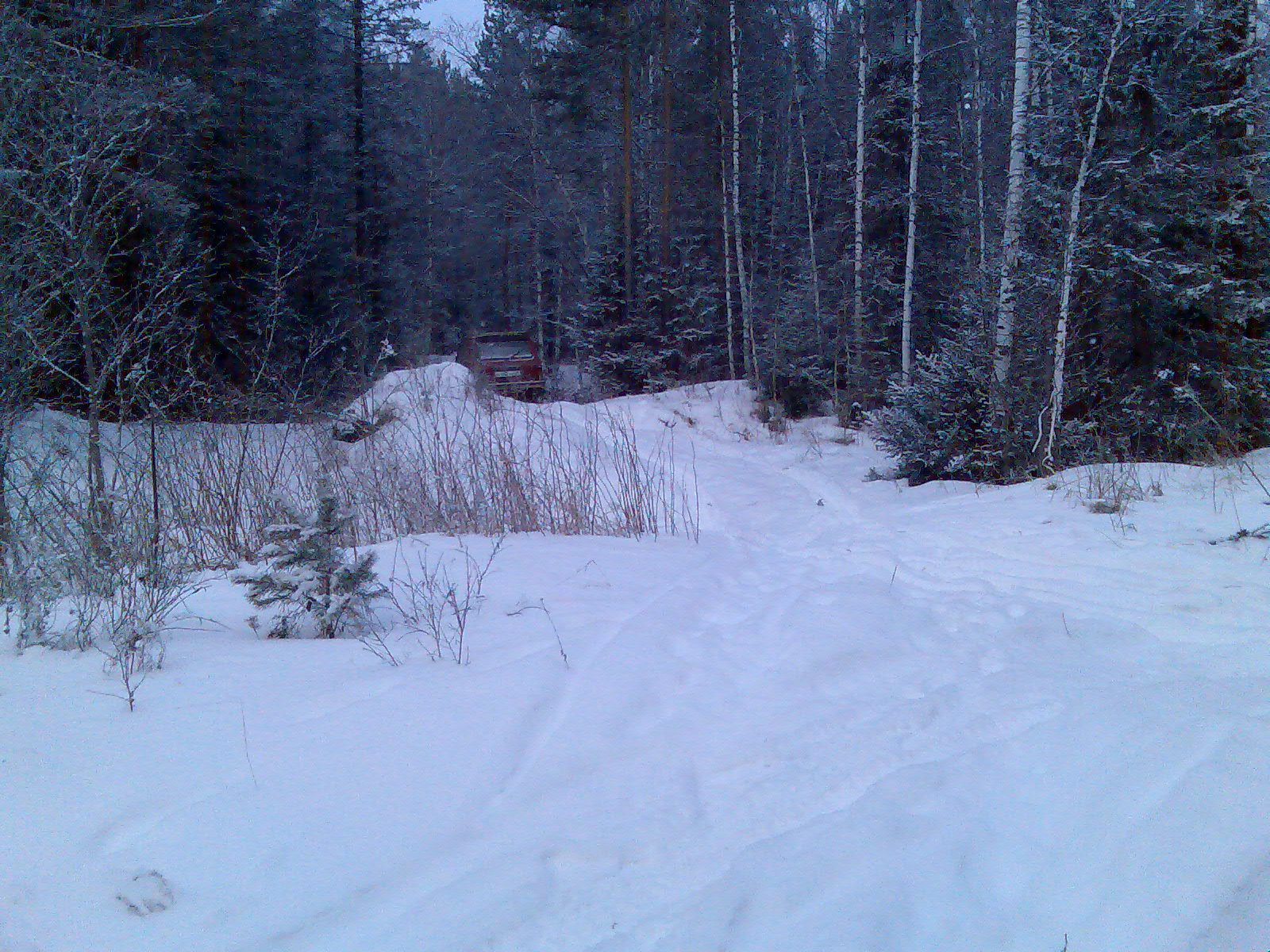
Сворот на Журавлином болоте
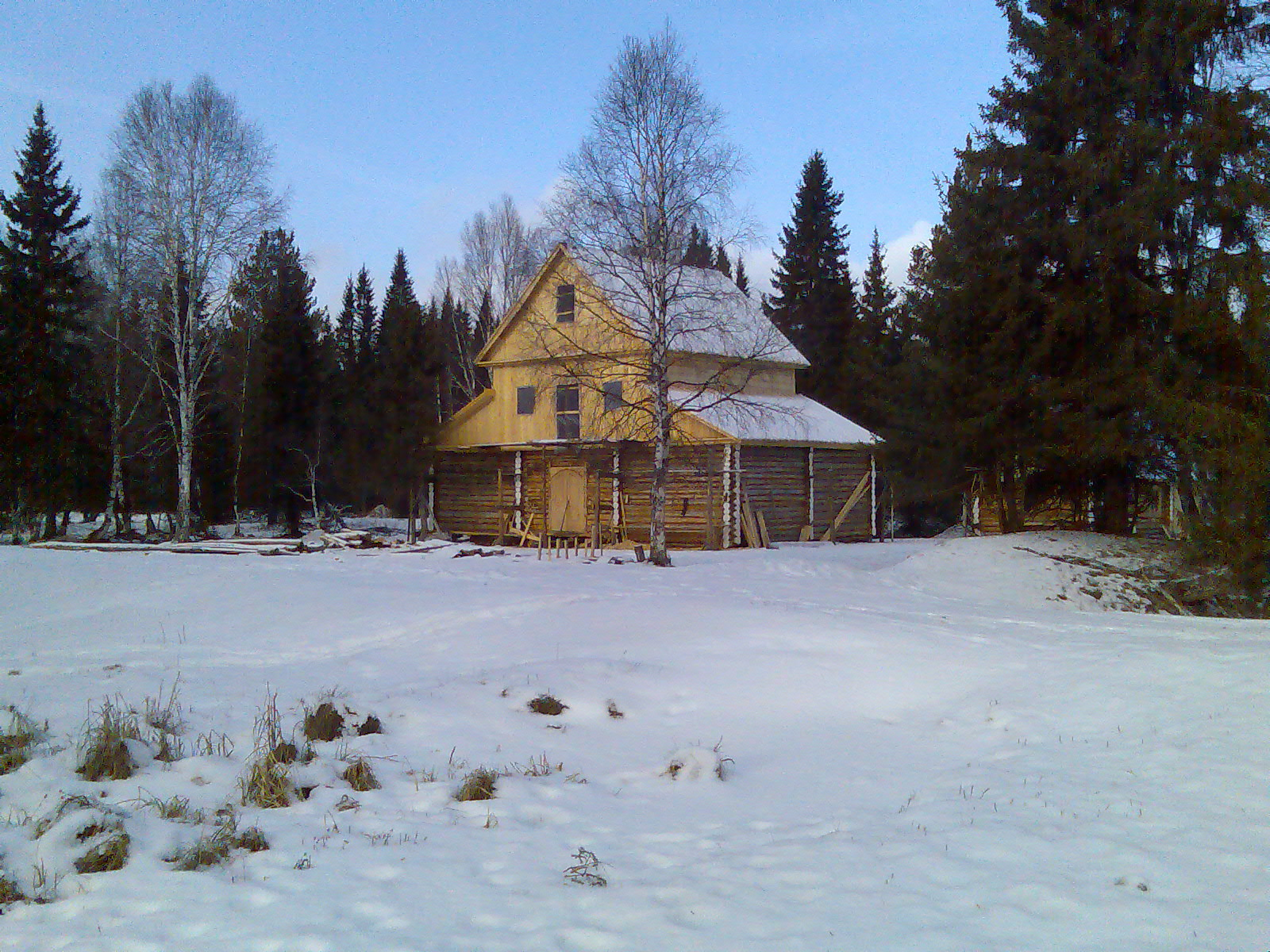
Новый дом на Журавлином болоте
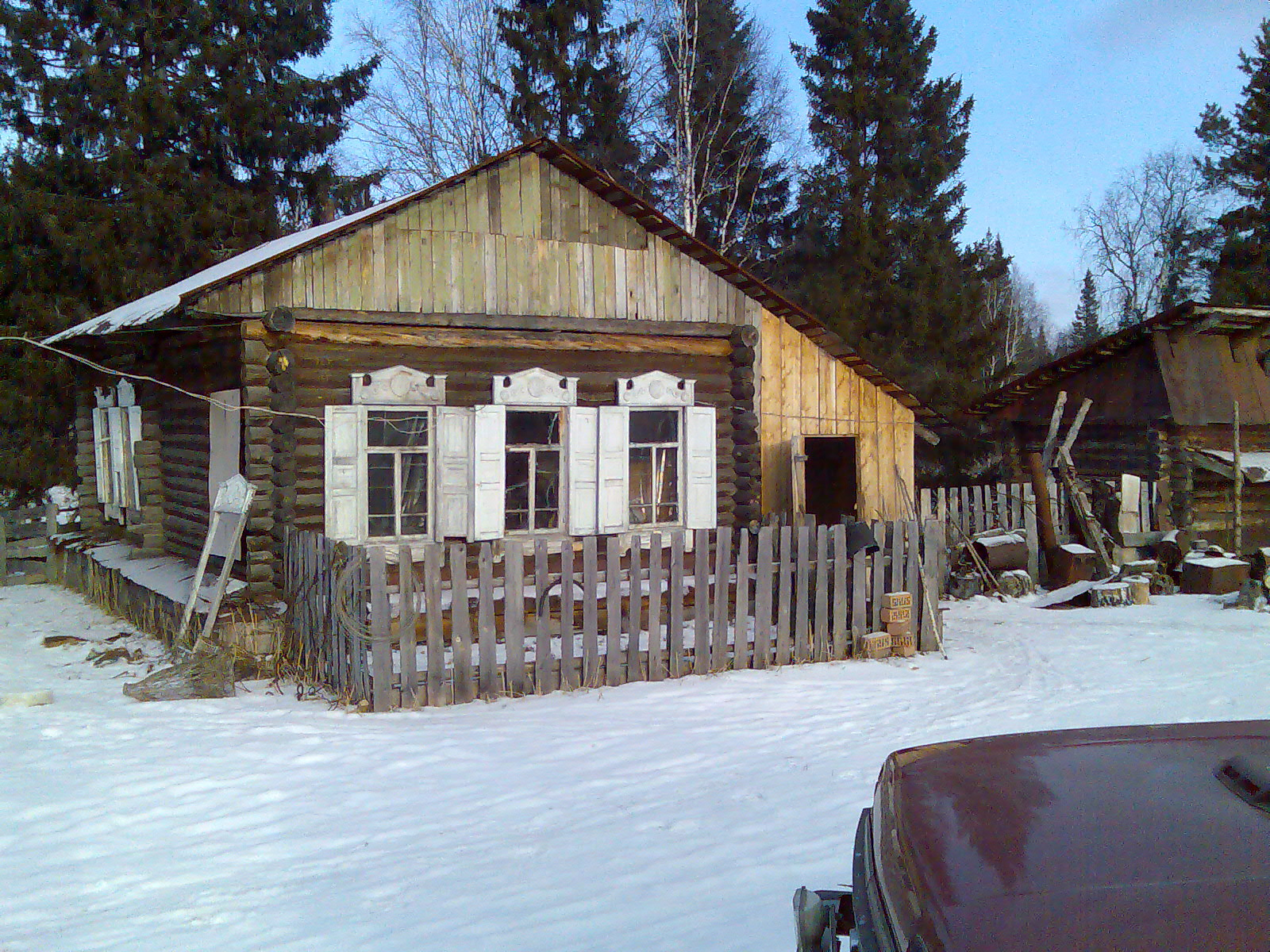
Старый дом на Журавлином болоте